# Mattarello
Mattarello is een plaats (frazione) in de Italiaanse gemeente Trento.